# IQue Player
|  | Per la consola portàtil iQue DS, vegeu Nintendo DS. |

La iQue Player (també Nintendo iQue o simplement iQue) és una consola de videojocs fabricada per iQue, una joint venture entre Nintendo i el científic xinès-americà Dr. Wei Ien. La consola té la forma d'un comandament i es connecta directament a la televisió. De moment només es ven a la Xina, principalment per la pirateria del país.
La iQue Player respon als interessos mercantils de la Xina. Nintendo volia oferir un sistema barat i assequible en línies generals que pogués introduir-se ràpidament.
La iQue s'anuncia per primera vegada en el Tokyo Game Show del 2003, i és llançada en les principals ciutats de la Xina el 17 de novembre de 2003. Es va planejar un llançament al Japó a mitjans d'octubre del 2004, però va ser ajornat sense data. iQue i Nintendo no tenen plans per a llançar-la als Estats Units, Europa (com tampoc als Països Catalans) o Austràlia. No obstant això es localitzen exemplars en llocs web de subhastes online i botigues especialitzades de videojocs.
El comandament manté les funcions bàsiques d'una Nintendo 64: creuera digital, estic analògic, start, triggers L i R, gallet Z, botons de funció A i B i direccionals C, generalment per a controlar la càmera. Físicament és pràcticament idèntic als models oferts per SEGA amb Dreamcast i Microsoft amb Xbox.
Els jocs s'emmagatzemen en una targeta flash de 64MB inclosa en un cartutx que es connecta directament a la consola. Els jocs es compren en una màquina "iQue depot" en el qual són carregats al cartutx per a jugar-los més tard, en línia amb el Famicom Disk System. Si s'esborra accidentalment (o cal esborrar-lo per estar ple el cartutx), pot tornar a carregar-se més tard sense haver de realitzar pagaments addicionals. La iQue ve amb tres possibles demos: The Legend of Zelda: Ocarina of Time, Super Mario 64, i Star Fox 64. Aquestes demos són versions completes limitades en el temps dels jocs. Les versions completes d'aquests tres jocs estan disponibles, juntament amb altres grans èxits de Nintendo com el Doctor Mario, Mario Kart 64, Wave Race 64, i F-Zero X.

## Característiques tècniques
La iQue es basa en la Nintendo 64, però la seva CPU corre el doble de velocitat del rellotge i usa tecnologia System on a chip per a reduir la grandària. Es pot jugar a jocs de Nintendo 64 i Super Nintendo adaptats específicament per al sistema.
- CPU: R-4300 64Bit CPU, 93,75 MHz
- Memòria: 4Mb RAMBUS
- Gràfics: 100.000 polígons/segon, 2,09 milions de colors
- So: ADPCM 64

## Videojocs disponibles per la iQue
| Títol anglès                               | Títol en xinès simplificat | Pronunciació i lloc web                                                 |
| ------------------------------------------ | -------------------------- | ----------------------------------------------------------------------- |
| Wave Race 64                               | 水上摩托                   | Shuǐ Shàng Mótuō Arxivat 2017-05-07 a Wayback Machine.                  |
| Star Fox 64                                | 星际火狐                   | Shinjì Huohu Arxivat 2007-09-28 a Wayback Machine.                      |
| Super Mario 64                             | 神游马力欧                 | Shén Yóu Mǎlìōu Arxivat 2019-11-11 a Wayback Machine.                   |
| The Legend of Zelda: Ocarina of Time       | 塞尔达传说-时光之笛-       | Sèěrdá Chuánshuō: Shíguāng zhī Dí Arxivat 2006-05-30 a Wayback Machine. |
| Mario Kart 64                              | 马力欧卡丁车               | Mǎlìōu Kǎdīngchē Arxivat 2014-05-13 a Wayback Machine.                  |
| F-Zero X                                   | F-Zero X 未来赛车          | Wèilái Sàichē Arxivat 2014-07-26 a Wayback Machine.                     |
| Yoshi's Story                              | 耀西故事                   | Yàoxī Gùshi Arxivat 2007-09-28 a Wayback Machine.                       |
| Paper Mario                                | 纸片马力欧                 | Zhǐ Piān Mǎlìōu Arxivat 2020-11-11 a Wayback Machine.                   |
| Sin and Punishment: Successor of the Earth | 罪与罚-地球的继承者-       | Zuì yǔ Fá: Dìqiú de Jìchéng Zhě Arxivat 2017-08-24 a Wayback Machine.   |
| Excitebike 64                              | 越野摩托                   | Yuèyě Mótuō Arxivat 2014-07-26 a Wayback Machine.                       |
| Super Smash Bros.                          | 任天堂明星大乱斗           | Rèntiāntáng Míngxīng Dà Luàn Dǒu Arxivat 2006-05-26 a Wayback Machine.  |
| Custom Robo                                | 组合机器人                 | Zǔhé Jīqìrén Arxivat 2006-05-30 a Wayback Machine.                      |
| Animal Forest                              | 动物森林                   | Dòngwù Sēnlín Arxivat 2019-11-11 a Wayback Machine.                     |
| Dr. Mario 64                               | 马力欧医生                 | Mǎlìōu Yīshēng Arxivat 2006-05-15 a Wayback Machine.                    |